# Noviembre Nocturno
Noviembre Nocturno es un podcast español de ficción sonora que se emite desde 2010 con una periodicidad semanal. En su temática predomina la literatura de ciencia ficción, la fantasía y el terror, con algunos episodios dedicados a la ficción histórica, la filosofía y la crítica social.
En el terreno literario, colaboran en la promoción de autores de editoriales independientes, organizando asimismo un concurso anual de relatos y un evento también anual de literatura de terror, fantasía y ciencia ficción llamado El día del tentáculo.
Actualmente colaboran con distintos proyectos de podcasting y editoriales independientes, como Vuelo del Cometa, Games Tribune Magazine o La Tortulia Podcast. También publican contenido audiovisual en otras plataformas como Youtube y Twitch.

## El fenómeno del podcasting
El podcasting es un fenómeno relativamente reciente que está en expansión. El número de podcast publicados en todo el mundo ronda la cifra estimada de 1,5 millones. En Estados Unidos, se estima que un 24% de la población escuchaba podcasts de forma regular en 2018, tratándose de un mercado que crecía a una tasa interanual del 16%. España, por su parte, es uno de los países de Europa Occidental donde más internautas escuchan podcast. Algunos partidos políticos españoles están intentando explorar esta vía para conectar con más potenciales votantes. 
En este formato emergente, en España, no existe un equivalente al Estudio General de Medios (EGM) para medir audiencias. Por ello, la comunidad de consumidores habituales de este formato se fija en los rankings de las plataformas que alojan los podcast. En este sentido, el programa Noviembre Nocturno está incluido en el top 100 de iVoox, uno de los principales servidores de podcast de ámbito mundial, y es por ello recomendado de forma habitual en las diferentes colaboraciones de la plataforma. Tal hecho es meritorio para un podcast no profesional puesto que compite por la audiencia en igualdad de condiciones con programas pertenecientes a conglomerados mediáticos con cadenas de radio comercial, como por ejemplo el Grupo Prisa y Vocento.

## Integrantes
Los fundadores del proyecto son Regino García (guion), Mario Cibreiro (producción y edición), Jesús García Schiever (guion) y Alberto Martínez Carcedo (voz, guion y producción). En 2015, se suma Alba Carrión Pareja (diseño y producción) y en 2018, Álvaro Aparicio con la audio-serie de Atlas Negro (guion y producción) y Miguel Garrido de Vega (guion y asuntos legales).

## Trayectoria
Noviembre Nocturno inició su andadura en noviembre de 2009 como un proyecto cultural asociativo, sin ánimo de lucro, centrado en la divulgación de literatura de fantasía, terror y ciencia ficción. Destacan entre otros autores, las adaptaciones de cuentos y relatos cortos de  H.P. Lovecraft y  Egar Allan Poe.
Sus primeras emisiones se realizaron en Radio Ritmo Getafe en el año 2010. Posteriormente llegarían al formato podcast en la plataforma iVoox y se insertarían en la parrilla de otras radios locales comunitarias de España y Latinoamérica.
En 2013 empiezan a organizar su concurso anual de relatos, donde el ganador obtiene, entre otros premios, la publicación de la ficción sonora de su historia en el podcast de Noviembre Nocturno.
En 2018 organizan la primera edición de El día del tentáculo en Tuuu Librería de Madrid. La segunda edición se celebra en la Fundación Carlos de Amberes, también en Madrid. La organización del evento se divide entre cuatro colectivos, la revista Círculo de Lovecraft, la web NGC3660, Nueva Sangre Rolera y Noviembre Nocturno.

## Premios y reconocimientos
- Ganadores del I Concurso de Radio Ficción Radio Almenara Comunicación en Radio Almenara.[12]

- Premio Ivoox de la Audiencia 2019 en la categoría Arte y cultura.[13]

- Premio Ivoox de la Audiencia 2020 en la categoría Arte y cultura.[14]